# Pène Blanque
Pour les articles homonymes, voir Pène.
La pène Blanque (en espagnol punta Alta de las Blancas) est un sommet des Pyrénées, situé sur la frontière franco-espagnole entre les Hautes-Pyrénées, en région Occitanie, et la province de Huesca dans la communauté d'Aragon, qui culmine à 2 905 ou 2 902 mètres d'altitude dans le massif de la Munia.

## Toponymie
En occitan blanque signifie « blanche », le blanc de la zone des calcaires, pène signifie « falaise abrupte », donc la falaise blanche.

## Géographie
Il est situé entre le département des Hautes-Pyrénées en pays Toy en partie sud de la vallée de Héas sur la commune de Gavarnie-Gèdre et la vallée de Bielsa en Espagne.

### Topographie
Elle est située à l'est de la passade d'Arrouye et à l'ouest de la brèche de la Clé du Curé. Elle surplombe le cirque de Troumouse au nord et le circo de la Munia et l'ibón de la Larri au sud.

### Hydrographie
Le sommet délimite la ligne de partage des eaux entre le bassin de la Garonne côté nord, qui se déverse dans l'Atlantique, et le bassin de l'Èbre, qui coule vers la Méditerranée côté sud.

## Voies d'accès
Côté français, par la passade d'Arrouye ou par la brèche de la Clé du Curé elle est accessible par l'impressionnante face nord, dans le vaste cirque de Troumouse. Le point de départ se situe au parking de Troumouse, aux alentours de 2 100 mètres.
Côté espagnol, on y accède via la vallée de Pineta aux alentours de 1 900 mètres d'altitude. Un sentier mène jusqu'au col puis au pic.

## Protection environnementale
Le pic est situé dans le parc national des Pyrénées et fait partie d'une zone naturelle protégée, classée ZNIEFF de type 1 : « cirques d'Estaubé, de Gavarnie et de Troumouse » et de type 2 : « haute vallée du gave de Pau : vallées de Gèdre et Gavarnie ».